# Circonscription de Geresie
 (novembre 2020).
La circonscription de Geresie est une des 121 circonscriptions législatives de l'État fédéré des nations, nationalités et peuples du Sud, elle se situe dans la Zone Gamo Gofa. Son représentant actuel est Wondimu Gezahegne Gebre Mikael.